# Francisco Javier López Castro
Francisco Javier López Castro (Barcellona, 3 marzo 1964) è un allenatore di calcio ed ex calciatore spagnolo, di ruolo difensore.

## Carriera

### Giocatore
Dal 1993 al 1996 ha giocato nella seconda divisione spagnola col Villarreal, per complessive 96 presenze e 2 reti.

## Palmarès

### Giocatore

#### Competizioni regionali
- Divisiones Regionales de Fútbol: 1

Mérida: 1990-1991